# El Galeón
El Galeón ist eine Ortschaft in Uruguay.

## Geographie
El Galeón befindet sich auf dem Gebiet des Departamento Canelones in dessen Sektor 8. Der Ort liegt an der Küste des Río de la Plata zwischen dem östlich angrenzenden Santa Ana und dem westlich anschließenden Cuchilla Alta. In einigen Kilometern Entfernung fließt im nördlich Hinterland von El Galeón der Arroyo Tío Diego, der dort in nordnordöstlicher Richtung in den Arroyo Solís Grande mündet.

## Infrastruktur
Der Ort liegt an der Ruta Interbalnearia, etwa an deren Kilometerpunkt 73.

## Einwohner
Die Einwohnerzahl von El Galeón beträgt 192 (Stand 2011).
| Jahr | Einwohner |
| ---- | --------- |
| 1963 | -         |
| 1975 | 66        |
| 1985 | 74        |
| 1996 | 113       |
| 2004 | 115       |
| 2011 | 192       |

Quelle: Instituto Nacional de Estadística de Uruguay